# Sture Stork
Sture Henrik Stork (25 de julio de 1930-27 de marzo de 2002) fue un deportista sueco que compitió en vela en la clase 5.5 Metre. Participó en dos Juegos Olímpicos de Verano en los años 1956 y 1964, obteniendo dos medallas, oro en Melbourne 1956 y plata en Tokio 1964.

## Palmarés internacional
| Juegos Olímpicos | Juegos Olímpicos      | Juegos Olímpicos | Juegos Olímpicos |
| Año              | Lugar                 | Medalla          | Clase            |
| ---------------- | --------------------- | ---------------- | ---------------- |
| 1956             | Melbourne (Australia) | Medalla de oro   | 5.5 Metre        |
| 1964             | Tokio (Japón)         | Medalla de plata | 5.5 Metre        |